# Novara Calcio
Novara Calcio är en fotbollsklubb från  Novara i Italien. Klubben spelar säsongen 2017/2018 i Serie B.
Den 12 juni 2011 besegrade man Padova med 2–0 i den avgörande matchen i kvalet till Serie A, laget hade då inte spelat i den högsta högsta divisionen på 55 år. Deras arena är uppkallad efter Silvio Piola som gjorde 86 mål på 185 matcher i Novara.

## Tidigare spelare
Se också Spelare i Novara Calcio
- Silvio Piola 1947–1954

### Svenska spelare
- Kjell Rosén 1951–1953
- Elmin Kurbegović 2009–2010
- Agon Mehmeti 2012–2013
- Filip Pivkovski 2013–2015